# Rossens
Bản mẫu:Otherplaces3
Rossens là một đô thị trong huyện Sarine thuộc bang Fribourg ở Thụy Sĩ.